# Tito Flávio Sabino (cônsul em 47)
Tito Flávio Sabino (em latim: Titus Flavius Sabinus; 8–20 de dezembro de 69 (61 anos)) foi um político e general romano nomeado cônsul sufecto para o nundínio de julho a agosto de 47 com Cneu Hosídio Geta. Nativo de Reate, Sabino era o filho mais velho de Tito Flávio Sabino e Vespásia Pola e irmão do futuro imperador Vespasiano.

## Carreira
Sabino foi mencionado pela primeira vez no reinado de Cláudio, em 45, quando serviu como legado sob o comando de Aulo Pláucio na invasão da Britânia com Vespasiano. Depois da campanha, Sabino foi nomeado cônsul sufecto em 47, governou a Mésia por sete anos e finalmente foi prefeito urbano de Roma pelos últimos onze anos do reinado de Nero (57-68). Com a ascensão de Galba, em 68, ele foi substituído por Aulo Ducênio Gêminio. Com a morte dele e a ascensão de Otão em janeiro do ano seguinte, Sabino foi reinstaurado. É possível que Sabino tenha participado da Conspiração pisoniana contra Nero, mas se foi, nunca chegou a ser preso.
Sabino foi um importante aliado de seu irmão. Quando Vespasiano se viu em dificuldades financeiras durante seu mandato como procônsul da África, Sabino emprestou-lhe o dinheiro necessário e, quando Vespasiano foi prefeito da Judeia, Sabino foi uma importante fonte de informações para ele sobre a situação em Roma. Depois da morte de Otão, Sabino ordenou que as coortes urbanas jurassem fidelidade a Vitélio numa tentativa de evitar um banho de sangue. Em paralelo, o cônsul Tito Flávio Sabino, provavelmente um sobrinho de Sabino, ordenou que as tropas no norte da Itália fizessem o mesmo. Estes atos permitiram que Sabino mantivesse o posto de prefeito urbano durante o breve reinado de Vitélio.
Logo depois, as legiões romanas do oriente se declaram a favor de Vespasiano, que começou sua marcha para Roma com o apoio de Marco Antônio Primo. Depois que suas tropas foram derrotadas na Segunda Batalha de Bedríaco, Vitélio, desesperado por uma vitória, ofereceu o império a Sabino até que o irmão dele chegasse. Porém, os soldados de Vitélio recusaram o arranjo e Sabino foi cercado no Capitólio com sua família. Os soldados então atearam fogo ao Capitólio e, na confusão subsequente, a família de Sabino conseguiu escapar, mas o próprio Sabino foi capturado e levado até o imperador, que, em vão (e temendo a fúria de Vespasiano), tentou salvá-lo da raiva dos soldados. Sabino foi brutalmente assassinado e seus restos foram atirados no fosso onde eram atirados os corpos dos malfeitores. Quando Caio Licínio Muciano tomou a cidade, o corpo de Sabino foi recuperado e recebeu o funeral de um censor.

## Família
A esposa de Sabino não é claramente identificada nas fontes antigas. Alguns estudiosos do cristianismo primitivo afirmaram que ela se chamava Pláucia ou Plaucila e era filha de Aulo Pláucio com Pompônia Grecina e possivelmente uma das primeiras convertidas ao nascente cristianismo; nestes relatos, a Plaucila que emprestou seu véu a São Paulo era filha de Sabino. Uma identificação alternativa foi proposta por Christian Settipani, que sugere que ela era irmã do prefeito pretoriano da época de Calígula, Marco Arrecino Clemente.
Sabino provavelmente era o pai de Tito Flávio Sabino, o já citado cônsul em 69. Entre os netos de Sabino estavam Tito Flávio Sabino, cônsul em 82, Tito Flávio Clemente, cônsul em 95 e outro possível convertido ao cristianismo, e Flávia, esposa de Lúcio Cesênio Peto.

## Caráter
Tácito descreve Sabino como sendo de boa índole e honesto, apesar de propenso a ser gregário demais. Seu fracasso em manter a bem fortificada capital romana durante os dias finais da guerra civil é geralmente atribuído à sua moderação, falta de iniciativa e relutância em sacrificar vidas romanas.